# 濱田彌兵衛事件

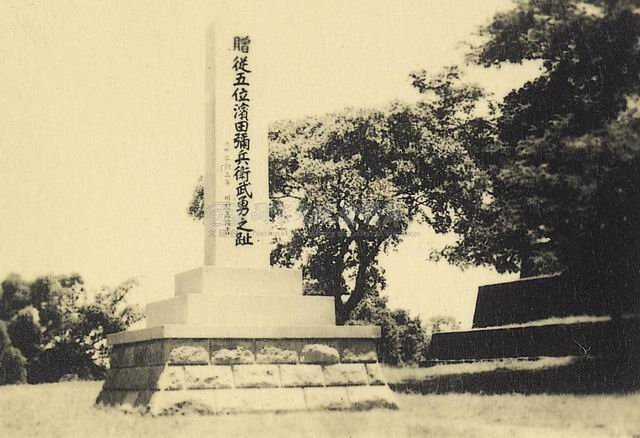
日治時期所立「贈從五位濱田彌兵衛武勇之趾」紀念石碑

濱田彌兵衛事件，是一件日本寬永五年（1628年）發生於荷蘭東印度公司統治下的大員與日本朱印船船長之間因貿易衝突所導致的武裝挾持事件。日本稱為大員事件（タイオワン事件）或奴易茲事件（ノイツ事件）。1628年6月29日，第三任台灣長官努易茲、其6歲長子勞倫斯、通譯卡隆等人，在熱蘭遮城被日本朱印船船長濱田彌兵衛與一百多名同行日人武裝挾持，直到7月5日雙方達成協議。

## 背景
荷蘭東印度公司入駐台灣之前，漢人與日本人就在台灣從事走私貿易。據日本商船貿易文獻記載，1617年日本商人與留日漢商（或海盜，如領有日本幕府朱印狀赴台貿易許可證的李旦與其兄弟等人）開始來大員與中國走私商人貿易。1622年新港社為對抗麻豆社而欲將主權獻給日本德川幕府，請求將軍派武士保護，當時公司與明軍在澎湖的戰役造成沿海封鎖，洋面騷動不安，故並未行動。1624年公司由澎湖轉佔領大員之後，日本商人與公司在台灣競逐漢人貨物，因此存在著相當大的利害衝突。1625年7月，台灣長官宋克下令開始向來台灣的日本商人課徵一成的貨物輸出税，同時禁止留日漢商來台交易，但因為日本人較荷蘭人早來台從事貿易活動，且此時荷蘭貨物輸入日本享有免稅優惠，因此日本商人拒絕向公司納稅，雙方因此發生糾紛。同年，日本人所購得的一批生絲，因拒絕納稅而遭荷蘭統治當局沒收，雙方關係更形惡化。
1626年6月，日本船長濱田彌兵衛（日语： Hamada Yahyōe，荷蘭文獻音譯記載為）帶領朱印船到澳門訂購一千擔（約五十多公噸）生絲，遇風暴而來到大員，而其貨主因鄭芝龍等海盜肆虐不敢出海來台送貨，於是濱田欲向代長官德·韋特司令商借公司的戎克船到中國閩南的泉州港運回貨物，但均遭到拒絕，任時間流逝錯過西南風期，只能與其他因為荷日間租稅糾紛與躲避海盜肆虐的船長們一起在大員壓冬，結果當年又空手而返。:197-209

## 事件經過

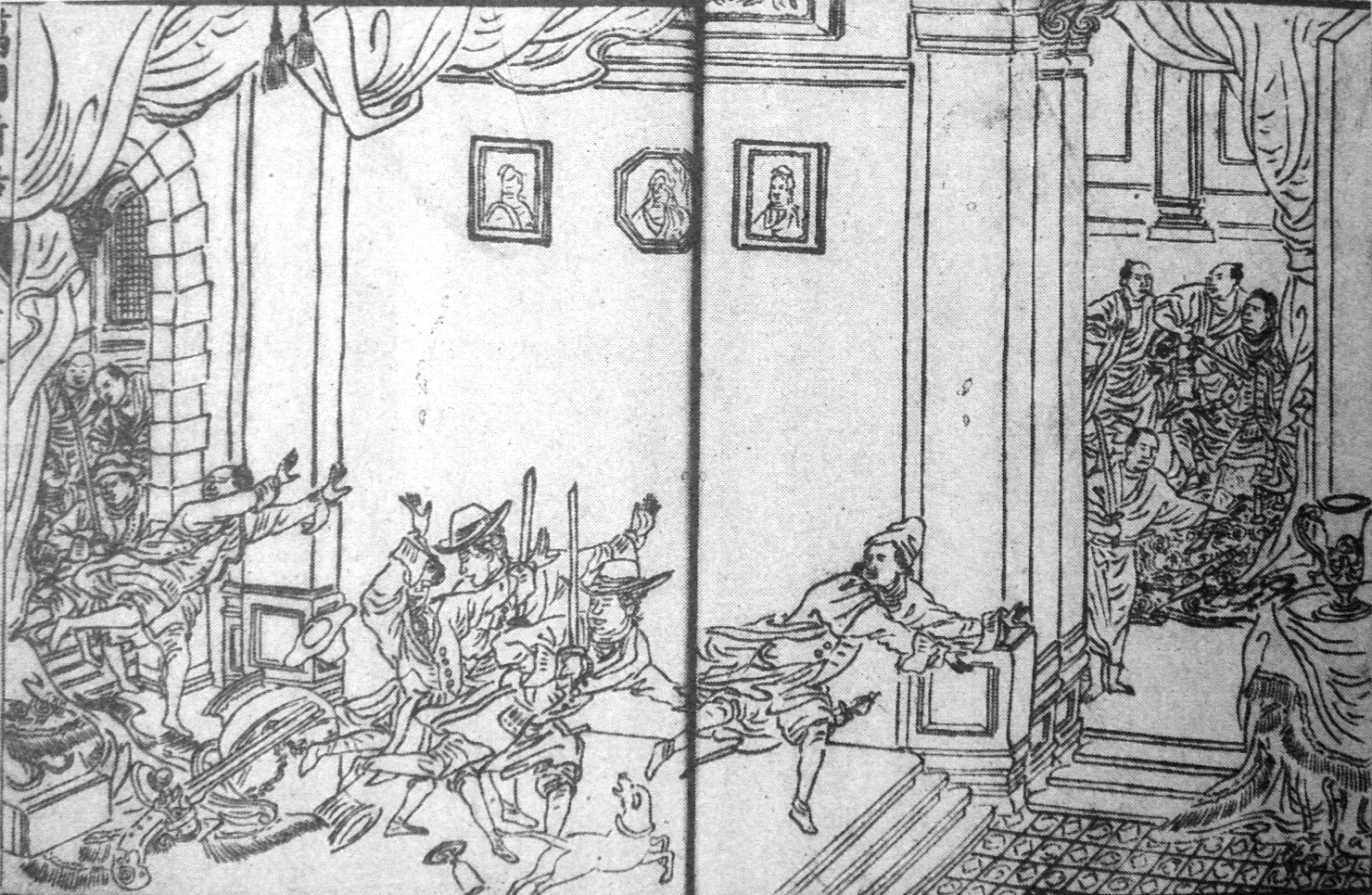
濱田彌兵衛綁架彼得·奴易茲，1628年

荷蘭在日本的貿易獲利頗豐，日本貿易商不斷向幕府投訴荷蘭人在台的蠻橫，導致日本平戶荷蘭商館對日貿易受到嚴重影響。1627年4月，剛完成澳洲南岸探勘11個月航行，未滿30歲的努易茲抵達巴達維亞，卡本特總督即任命其為新任台灣長官並擔任日本特使以求解決荷日貿易問題，努易茲婉拒任命仍被強迫就任。總督訓令其必須對日宣示與堅持台灣主權屬於公司，是荷蘭共和國不可分割的領土，不容外國染指。6月底努易茲抵達台灣接管公司業務，延續前任長官政策，頒布驅逐留日華商（或海盜）、禁止日本人上岸、禁止原住民及漢人出售商品給日本人等措施，以及禁止鹿皮輸出、村社居住許可證、禁止海盜居住村社等禁令，引起原住民、日人、漢人的不滿，滯留大員的濱田向長官抗議但長官不為所動。長官7月24日出發前往日本與江戶幕府貿易談判。是時人船停留台灣的濱田，荷蘭人懷疑可能由葡萄牙人或留日漢人海商（或海盜）慫恿，得知努易茲前往日本貿易談判對其在台利益有損，必須反制，於是利用新港社原住民對公司大員當局占用土地、不協助對抗敵對部落麻豆社等不滿，帶領該社的頭目理加與族人及漢人通事等十六人秘密尾隨努易茲回到日本。努易茲8月1日抵達平戶，10月1日抵達江戶，在日本期間受到種種阻撓，濱田商船所屬貿易商長崎代官末次平藏關說將軍幕僚出兵佔領台灣，極力阻撓荷蘭人與將軍會面，並將新港社一行十六人以「高山國使節團」把台灣獻給將軍請求出兵保護的名義求見幕府德川家光，準備鼓勵江戶幕府採取反荷作為。努易茲反駁新港社一行十六人是被濱田綁架來的荷蘭臣民，所以不是使節。努易茲留滯江戶37天，到處碰壁無法與將軍會面，也被閣老們拒之門外，又接到台灣有漢人海盜作亂的報告，無奈只好於11月8日離開江戶，12月24日返抵台灣。由於1626年6月赤崁地區爆發天花大流行，許多市民病故，新港社一行人身上有瘡痘，引起日人嫌棄，將軍德川家光不太願意接見使節團，只允許頭目理加於12月12日單獨晉見，理加獻上供品而將軍賞賜禮物與銀錠，但拒絕理加獻上台灣給予保護的請求。:10-14
1627年10月，努易茲出使日本期間，留守大員的司令官德·韋特（即前任台灣長官）派出荷蘭在台灣的商船出航前往明朝貿易，海軍也以取得與明朝通商權為交換，派出五艘軍艦與明朝官方合作前往攻擊海盜鄭芝龍，但反遭鄭芝龍號稱千艘海盜船擊退，敗退往巴達維亞，商船及貨品遭俘虜。到1628年春天，整個中國海岸遭鄭芝龍佔據，船艦現身即遭劫。此時台灣無海軍艦艇駐防，只餘三百多人駐守，無力抵抗攻擊。1628年3月，努易茲接獲平戶荷蘭商館連續發出幾封急信警告，說長崎代官平藏殿在大阪雇用100名士兵，有3艘日本帆船將運送士兵、武器，據聞他們企圖替幕府將軍佔領福爾摩沙，提醒千萬小心警備。4月上旬濱田彌兵衛再度率船來台，同行者共四百七十名，其中包含先前新港社一行十六人。濱田尚未停泊，即向領航員提出無理要求，形跡可疑，停泊後濱田船上的漢人乘客上岸密報日船載有士兵及大砲、刀槍等武器，於是派員登船安檢，果然搜出火力異常強大的大量火砲武器及火藥。濱田抗議登船安檢措施拒絕上岸，並稱武器為海盜出沒海域航行自衛所必須。努易茲稱在荷、日間友好的台灣海域航行不須要大量士兵與火力異常強大的大量火砲武器，在離台時會予以歸還，於是便將搜出的武器及火藥全數扣留，並軟禁濱田與同行的商人將近一週，新港社一行十六人則以叛國罪遭到監禁，沒收將軍賞賜的禮物與銀錠。直到船隻安檢完成，大量火砲武器拆卸後，才釋放濱田與同行的商人。
日本人武力攻取大員的計畫破滅，之後濱田提出發還武器及火藥、釋放新港社一行十六人、返還將軍禮物與銀錠、提供船隻赴中國福建取貨、將一行人放返日本等要求，然貨品已遭海盜鄭芝龍劫掠，其他要求亦為努易茲拒絕。努易茲認為應維持與日本友好關係，與日本人分享貿易，便在將情勢以信件報告給巴達維亞與日本平戶荷蘭商館之後，答應了這些超越朱印狀許可範圍的要求。然而漢人船員藉口明國海禁拒絕前往，於是濱田又改稱要前往澎湖，後來又改稱要直接回日本。努易茲主張讓日本人和平離開，然而熱蘭遮城評議會在努易茲的反對下決議拒絕濱田一行與船艦離境，留置他們直到荷蘭海軍與商船從中國沿海返回台灣為止。6月29日，濱田及同行的商人與努易茲會面要求離開台灣，此時只有長官、其6歲的長子勞倫斯、通譯卡隆等三人在場，努易茲告知濱田一行評議會繼續拒絕他們離境的決議，於是擔心再也無法離開台灣的濱田與同行的十多名商人採取武力行動，綁架了奴易茲及其兒子，數十名事先躲藏在各處的武裝日本人闖入奴易茲住處，攻擊中雙方各有死傷，日本人集結了150人，聲稱要與漢人和原住民一起攻陷城堡。後經雙方多次協商，直至7月5日，日方承諾武力行動只是為了離開台灣返回日本，並無其他企圖，以奴易茲之子等五人為人質，隨同濱田7月7日出航回返日本，而日方同樣以五人交給荷方，搭乘荷方艦艇隨同前往日本，承諾於平安抵達日本後交換。
1726年出版的荷蘭牧師法蘭汀著作《新舊東印度誌》第四卷中，關於臺灣的專章裡，便有一章描寫此事件，附一張描繪濱田彌兵衛挾持彼得·奴易茲的版畫圖像，:原書56頁；數位檔案1027頁文章收錄在1903年出版的甘為霖著作《荷蘭時代的福爾摩沙》（Formosa under the Dutch）。（p. 93）

## 後續
日本方面在濱田返抵日本後，違背承諾將奴易茲之子及荷蘭船員下獄，並封閉荷蘭人在平戶的商館。荷蘭雖數度向日本交涉恢復通商事宜，但都未成功。巴達維亞方面感到事態嚴重，在1629年將奴易茲撤職。奴易茲9月28日離開大員，抵達巴達維亞後，1630年5月遭逮捕下獄，判刑2年，日本仍未恢復對荷貿易。1632年秋天，荷蘭將奴易茲引渡至日本監禁，日本才下令釋放所有荷蘭人質，恢復荷蘭在日本的貿易，但其子已病死於日本，得年不滿10歲。直到4年後的1636年12月11日，才被公司特使，當時同被綁架的通譯卡隆（後來1644年出任第八任台灣長官），以一座796斤的青銅燭台獻給日光廟之後，才將奴易茲救回（此燭台現仍存於日光東照宮）。
此事件的交涉，表面上荷蘭東印度公司是輸了，但不久後末次平藏死亡，幕府在1634年以後又執行嚴厲的鎖國政策退出海上勢力，此時漢人海盜勢力大洗盤，泉州南安幫的鄭芝龍由盜轉為官。努易茲在三年長官任期期滿1629年夏被撤職前，率船前往福建、廣東沿海貿易，以「東印度議員暨統領福爾摩沙島、台灣城長官」的名義（荷蘭語：raedt van India ende gouverneur over het eijlandt Formosa ende het fort Zeelandia），與由盜轉為官的游擊鄭芝龍（Overste Mandarijn van de provincia van Amoij ende admirael van de Chineesche zee，廈門區總兵、中國海司令）簽訂貿易協定，此後海疆暫得平穩，形成荷蘭東印度公司在海上貿易發展與勢力在台灣站穩擴張的有利條件。:13-14,16-17

## 紀念

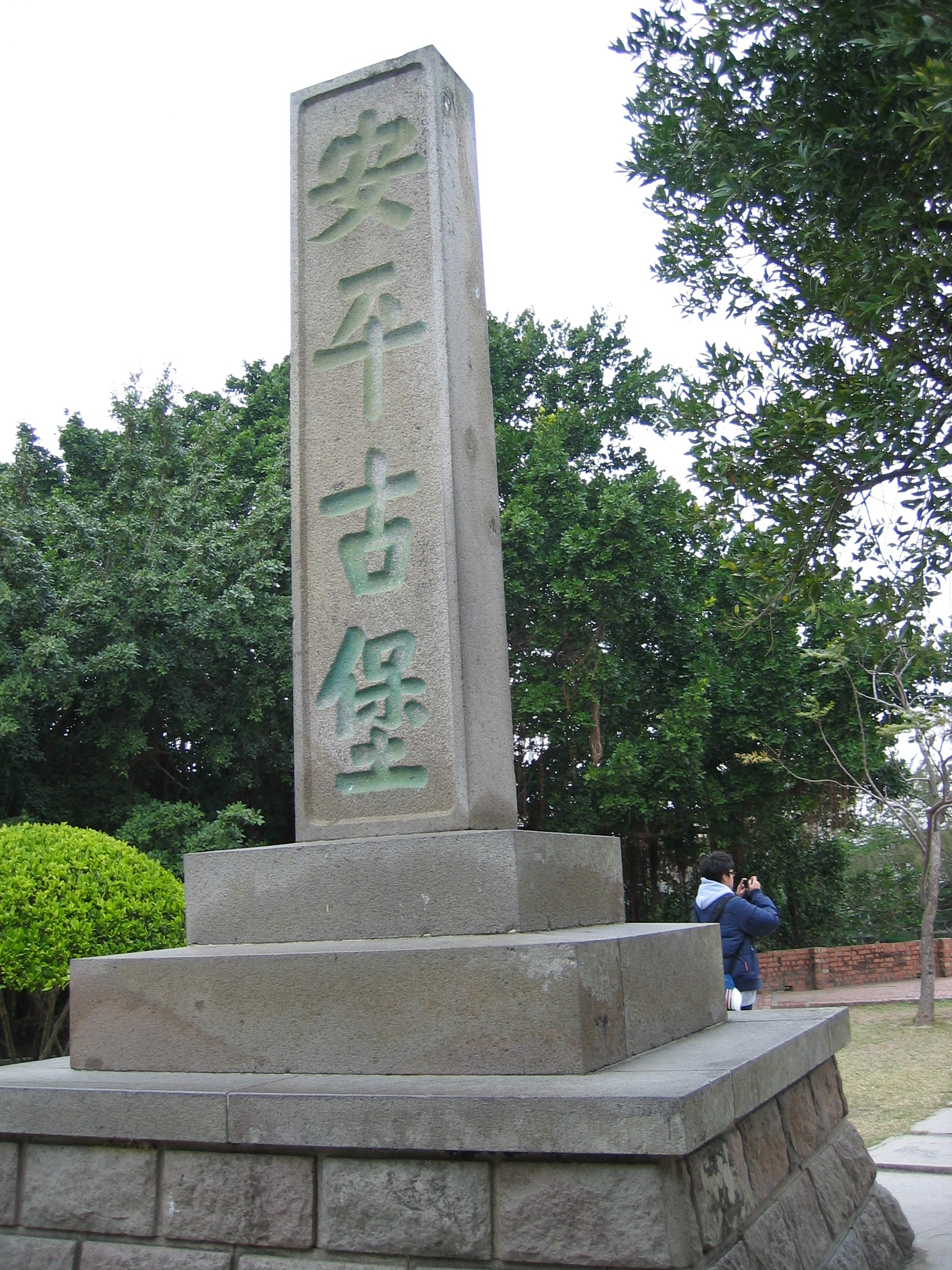
戰後，中華民國政府將原濱田彌兵衛事件碑改為今安平古堡碑

- 日本統治台灣後，日本人為紀念濱田彌兵衛向荷人抗稅的英勇事蹟，於安平古堡立石碑刻「贈從五位濱田彌兵衛武勇之趾」，戰後官派之臺南市長卓高煊改刻「安平古堡」。

## 相關作品
- 高橋義夫『南海血風録』光文社時代小説文庫、1999年
- Kinono作，《蘭人異聞錄：濱田彌兵衛事件》，台灣，蓋亞文化，2015